# A (lá bài)

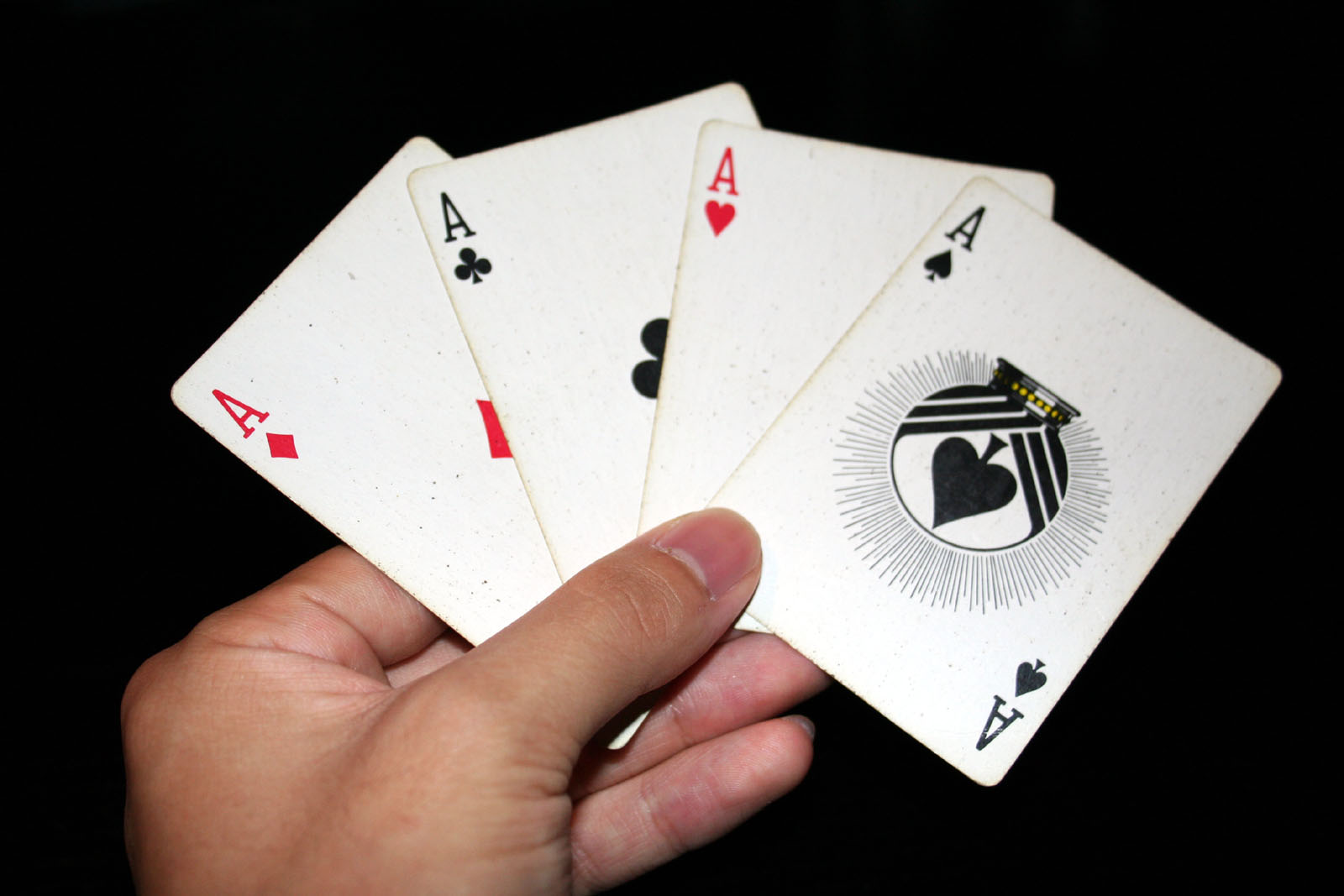
Bộ 4 lá át

Lá bài A (tiếng Việt đọc là át, ách hoặc xì, xuất phát từ tiếng Anh: Ace hay tiếng Pháp: As) là một quân bài trong bộ bài Tây. Quân bài này là quân mạnh nhất trong bài tấn, xập xám, xì phé, tương đối mạnh trong bài tiến lên, nhỏ nhất trong bài tá lả. Trên quân bài có 1 hình biểu tượng của 4 chất cơ, rô, tép), bích. Góc bên trái phía trên có 1 chữ "A" là biểu tượng của 4 chất trên và góc phải phía dưới cũng có nhưng ngược lại.
Trong nhiều cách chơi bài, A (át) là lá bài quan trọng, có thể quyết định đến thắng thua của ván bài nên trong tiếng Việt ngày nay sử dụng từ át chủ bài để nói về người, vật có vai trò quyết định trong một hoàn cảnh cụ thể.

Át cơ (xì cơ)
Át rô (xì rô)
Át tép (xì tép, xì chuồn, xì nhép)
Át bích (xì bích)